# Wollochet, Washington
Wollochet, Washington (енгл. Wollochet) насељено је место без административног статуса у америчкој савезној држави Вашингтон.

## Демографија
По попису из 2010. године број становника је 6.651.
| Група             | 2000.    | 2010.         |
| Белци             | 0 (0,0%) | 5.765 (86,7%) |
| Афроамериканци    | 0 (0,0%) | 80 (1,2%)     |
| Азијати           | 0 (0,0%) | 246 (3,7%)    |
| Хиспаноамериканци | 0 (0,0%) | 270 (4,1%)    |
| Укупно            | 0        | 6.651         |